# Northwest Airlines

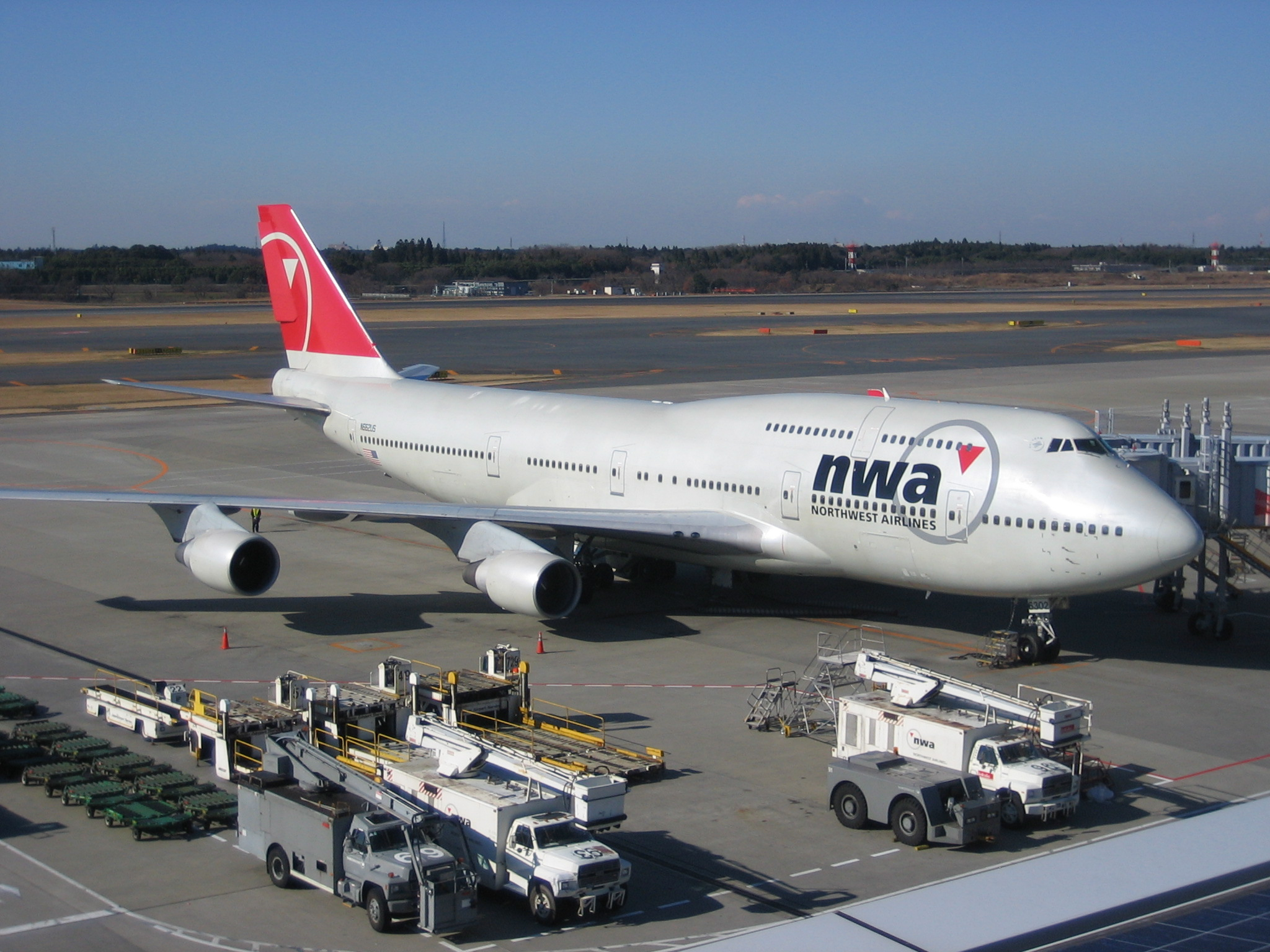
Northwest Airlines Boeing 747

Northwest Airlines (des întâlnită ca NWA) a fost o mare companie aeriană americană, cu sediul principal în Eagan, Minesotta, SUA.
Principalele "noduri" aeriene erau pe: Aeroportul Internațional Amsterdam, Aeroportul Metropolitan Detroid și Aeroportul Internațional Narita.
În octombrie 2009, Northwest Airlines, care avea în jur de 305 aeronave, a fost achiziționat de Delta Airlines. Acum, Delta Airlines împreună cu NWA (logo-ul companiei este încă imprimat pe aeronave) formează cel mai mare operator aerian din lume. 